# Adolfo
21°14′8″N 49°38′38″Đ / 21,23556°N 49,64389°Đ

Vị trí của Adolfo

Adolfo là một đô thị ở São José do Rio Preto, bang São Paulo, Brasil. Đô thị này được thành lập ngày 30 tháng 11 năm 1959, có dân số (năm 2007) là 3609 người, diện tích là 210,843 km², mật độ dân số 18,9 người/km². Đô thị Adolfo nằm ở khu vực có độ cao 443 m trên mực nước biển. Adolfo này nằm ở khu vực khí hậu bán nhiệt đới. Mã số bưu chính của Adolfo là 15230-000. Theo điều tra năm 2000, đô thị này có chỉ số phát triển con người 0,795, tuổi thọ bình quân 76,77năm, tỷ lệ biết đọc biết viết là 86,86%. 